# Руахине
Руахине (англ. Ruahine Range) — горный хребет, расположенный на острове Северный, на территории современного государства Новая Зеландия. Административно находится на территории регионов Хокс-Бей и Манавату-Уангануи.
Хребет тянется в с северо-востока на юго-запад на протяжении 110 км от внутренней части острова Северный в регионе Хокс-Бей. Отделён на юге ущельем Манавату от северной части горного хребта Тараруа. Высшая точка хребта — гора Мангавека, высота которой достигает 1733 м, что делает её второй по высоте вершиной невулканического происхождения на острове Северный после горы Хикуранги (1754 м) в составе хребта Раукумара. С точки зрения геологии, в основе хребта лежит горная порода граувакка, а также аргиллит. В годы ледникового периода вершины хребта были покрыты ледниками.
Коренными жителями местности, в которой расположен хребет Руахине, являются представители новозеландского народа маори, а именно представители местных хапу (кланов) нгаи-те-упокоири и хинеману. Горы изначально играли важную роль в жизни местных маори, обеспечивая их водой, лесом, едой и убежищем. В 1840-х годах хребет был исследован христианским миссионером Уильямом Коленсо (англ. William Colenso). Задумка о пересечении этих гор и сбора местных образцов флоры появилась у него ещё в 1843 году, несмотря на предупреждения маорийских вождей о многочисленных смертях в Руахине. Только в 1845 году ему удалось найти местного проводника и дойти до горы Те-Атуа-о-Махуру. Правда, из-за нехватки продовольствия он был вынужден покинуть горы. Однако уже в 1847 году Коленсо успешно пересёк горы с западной стороны. В 1976 году на восточной стороне хребта Департаментом защиты окружающей среды Новой Зеландии был создан лесопарк. Активная европейская колонизация северного подножия хребта началась в середине 1880-х годов, когда здесь появились первые европейские поселения, а также фермы. Одновременно в северной части хребта велась вырубка лесов. Южные подножия Руахине заселялись менее активно: первые фермы и лесопильни появились здесь в начале XX века.
Название горного хребта имеет маорийское происхождение и в переводе с языка маори означает «мудрая женщина» (отсылка на внучку лидера ваки Аотеа).